# Trizogeniates vittatus
Trizogeniates vittatus is een keversoort uit de familie bladsprietkevers (Scarabaeidae). De wetenschappelijke naam van de soort werd voor het eerst geldig gepubliceerd in 1844 door Lucas als Geniates vittatus.